# Patrick Dreikauss
Patrick Dreikauss (* 1970) ist ein deutscher Schauspieler.

## Leben
Dreikauss lernte von 1991 bis 1998 das Schauspiel bei Ron Burrus in Los Angeles. Im Jahr 2000 hatte er eine Episodenrolle in der Fernsehserie Adelheid und ihre Mörder. Weitere Filmrollen hatte er 2005 in Erdbeben – Wenn die Erde sich öffnet... und Mosquito Man, 2007 in Mein Herz in Afrika und 2008 im Tatort Und Tschüss. 2008 sprach er im Fernsehfilm Frau Holle die Rolle des Raben Gustav.
2001 gründete er in Hamburg die New Talent Schauspielschule für Kinder, Jugendliche & junge Erwachsene.
An der Filmuniversität Babelsberg Konrad Wolf hält er seit 2009 Seminare für Casting und Cameraacting.

## Filmografie

### Schauspieler
- 1997: Deathline (Redline)
- 1998: Getting Personal
- 1998: Unter uns (Fernsehserie, als Manuel)
- 1998: The Wonderful World of Disney (Fernsehserie, Episode 2x02)
- 1998: Sabrina Goes to Rome (Fernsehfilm)
- 2000: Adelheid und ihre Mörder (Fernsehserie, Episode 3x03)
- 2003: Rats – Mörderische Brut (Rats)
- 2004: Die Versuchung (Fernsehfilm)
- 2004: The Hamburg Cell (Fernsehfilm)
- 2005: Erdbeben – Wenn die Erde sich öffnet... (Nature Unleashed: Earthquake)
- 2005: Mosquito Man (Mansquito)
- 2006: Eine Frage des Gewissens (Fernsehfilm)
- 2006: Da kommt Kalle (Fernsehserie, Episode 1x12)
- 2007: Rache, Engel (Kurzfilm)
- 2007: Mein Herz in Afrika
- 2008: Tatort: Und Tschüss (Fernsehfilm)
- 2008: Frau Holle (Fernsehfilm, Sprechrolle)
- 2009: Still (Kurzfilm)

## Theater
- 2012: Die Treulosen von Ingmar Bergman, Staatstheater Stuttgart und Deutsches Theater Berlin,  Regie Matthias Glasner